# Tiny Sandford
Stanley J. Sandford, detto Tiny (Osage, 26 febbraio 1894 – Los Angeles, 29 ottobre 1961), è stato un attore statunitense.

## Biografia
Giovanissimo intraprese la carriera cinematografica intorno al 1910, all'inizio con la compagnia di Charlie Chaplin da cui sarebbe stato scelto per partecipare ad alcuni suoi lungometraggi. Infatti Tiny partecipò ai suoi più grandi film tra i quali La febbre dell'oro, Il circo e Tempi moderni, dove si distinse per la sua alta statura e il piglio burbero.
In seguito fu una delle migliori spalle del duo comico Stanlio & Ollio a partire dalla seconda metà degli anni venti, oltre a James Finlayson, Charlie Hall e Mae Busch e si distinse in ruoli di guardia carceraria, poliziotto o ricco signore, sempre in contrasto con la coppia. Con Stan Laurel e Oliver Hardy, Sandford lavorò fino alla metà degli anni trenta e tornò sullo schermo in un piccolo ruolo ne Il grande dittatore di Chaplin, girato nel 1940.
Morì di cancro nel 1961 e venne sepolto nella Cappella dei pini a Los Angeles.

## Filmografia parziale
- Charlot conte (The Count), regia di Charlie Chaplin (1916)
- Charlot emigrante (The Immigrant), regia di Charlie Chaplin (1917)
- La febbre dell'oro (The Gold Rush), regia di Charlie Chaplin (1925)
- The Cruise of the Jasper B, regia di James W. Horne (1925)
- I due galeotti (The Second Hundred Years), regia di Fred Guiol (1927)
- Il circo (The Circus), regia di Charlie Chaplin (1928)
- Elefanti che volano (Flying Elephants), regia di Frank Butler (1928)
- Pranzo di gala (From Soup to Nuts), regia di Edgar Kennedy (1928)
- Una bella serata (Their Purple Moment), regia di James Parrott (1928)
- Affari in grande (Big Business), regia di James W. Horne (1929)
- Agli ordini di sua altezza (Double Whoopee), regia di Lewis R. Foster (1929)
- Rio Rita, regia di Luther Reed (1929)
- Lavori forzati (The Hoose Gow), regia di James Parrott (1929)
- Purely Circumstantial, regia di Henry W. George (1929)
- Sotto zero (Below Zero), regia di James Parrott (1930)
- La sbornia (Blotto), regia di James Parrott (1930)
- L'eredità (The Laurel-Hardy Murder Case), regia di James Parrott (1930)
- Muraglie (Pardon Us), regia di James Parrott (1931)
- Un salvataggio pericoloso (Come Clean), regia di James W. Horne (1931)
- I due legionari (Beau Hunks), regia di James W. Horne (1931)
- Polly of the Circus, regia di Alfred Santell (1932)
- Il circo è fallito (The Chimp), regia di James Parrott (1932)
- Guerra ai ladri (The Midnight Patrol), regia di Lloyd French (1933)
- Fra Diavolo (The Devil's Brother), regia di Hal Roach e Charley Rogers (1933)
- Lavori in corso (Busy Bodies), regia di Lloyd French (1933)
- Tempi moderni (Modern Times), regia di Charlie Chaplin (1936)
- Allegri gemelli (Our Relations), regia di Harry Lachman (1936)
- Il grande dittatore (The Great Dictator), regia di Charlie Chaplin (1940)

## Doppiatori italiani
- Olinto Cristina in Muraglie